# ماتياس إسكوديرو
ماتياس إسكوديرو (بالإسبانية: Matías Escudero) هو لاعب كرة قدم أرجنتيني، ولد في 15 ديسمبر 1988 في سان لويس في الأرجنتين. لعب مع سان مارتين دي سان خوان.

## وصلات خارجية
- ماتياس إسكوديرو على موقع قاعدة بيانات كرة القدم.إي يو (الإنجليزية)
- ماتياس إسكوديرو على موقع Soccerway.com (الإنجليزية)
- ماتياس إسكوديرو على موقع AS.com (الإسبانية)